# Anquela del Pedregal
Anquela del Pedregal es un municipio y localidad española de la provincia de Guadalajara, en la comunidad autónoma de Castilla-La Mancha. El término municipal tiene una población de 29 habitantes (INE 2024).

## Historia
Hacia mediados del siglo XIX, el lugar tenía contabilizada una población de 222 habitantes. La localidad aparece descrita en el segundo volumen del Diccionario geográfico-estadístico-histórico de España y sus posesiones de Ultramar de Pascual Madoz de la siguiente manera:

ANQUELA DEL PEDREGAL y también ANQUELA LA SECA y ANQUELILLA: l. con ayunt. de la prov. de Guadalajara (24 leg.), part. jud. de Molina (3): aud. terr. y c. g. de Madrid (34), adm. de rent. y dióc. de Sigüenza (14): sit. en un terreno elevado sobre suelo de pedriza; tiene 66 casas de mala construccion, y ademas la del esquileo de los ganados finos, que perteneció á la congregación de San Felipe Neri, de Molina.; en la cual tiene el ayunt. arrendada una habitacion para sus sesiones, y un granero para los frutos de las derramas vecinales por falta de casa consistorial: el sacristan desempeña la escuela, á la que asisten 16 niños; pagan 4 celemines de trigo cada uno: su igl., titulada de la Asuncion de Ntra. Sra. , aneja antes á la del Povo, fué erigida en parr. el año 1793, con curato de provision ordinaria; el edificio es muy ant., pues consta que ya existia en el año 1400: su espadaña fué reedificada con buenos sillares el de 1836: hay dentro del pueblo para surtido de los vec. un manantial de agua potable tan escaso, que en tiempos de sequía tiene el ayunt. que cerrarlo y distribuir el agua segun las necesidades y familia de cada uno; por esta razón se le da el nombre de Anquela la Seca: para lavar y demás usos se acude á las ramblas fuera del térm.; confina este por N. con el de Prados redondos y Chera, E. Morenilla y desp. de Teros, S. Tordellego y cas. de Mortus, y O. Otilla: se estiende por los cuatro puntos de 1 leg., á 5/4, comprende 1,500 fan. de tierra de labor, de las cuales se consideran 500 de primera clase, 700 de segunda y 300 de tercera; abunda en montes de encina y roble, particularmente en su deh. y comun llamada de Matazuela: el terreno es muy quebrado, de piedra caliza, pedregoso, y solo ofrecen llanura, unas cañadas inmediatas al pueblo: los caminos corresponden al mal estado del suelo: el correo se recibe semanalmente en la estafeta de Molina, por medio de un cartero que pagan los pueblos comarcanos. prod. trigo, centeno, cebada, avena, guisantes y guijas; se mantiene algun ganado lanar, 126 caballerias mayores y menores para la labranza, mucha caza de todas clases, y animales dañinos: ind.: hornos de cal y una tejera. pobl. 60 vec.: 222 alm.: cap. prod. 1.836,670 rs.: imp.. 75,300: contr. 3,311 rs. 11 mrs. presupuesto municipal: 1,500, del que se pagan 250 al secretario por su dotacion; y se cubre por falta de propios con el prod. del arbitrio de la taberna y repartimiento vecinal. Habiendo sido batidas todas las fuerzas del gefe carlista Cabrera en 15 de diciembre de 1835 por el general Palarea en los campos de Molina, fueron á rehacerse, alimentarse y curar sus muchos heridos á este pueblo donde pernoctaron, causando notables perjuicios, y haciendo grandes exacciones, que se repitieron despues con frecuencia, por hallarse el pueblo en las avenidas de Aragon: correspondió al ant. sexmo del Pedregal.
(Madoz, 1845, pp. 323-324)

## Demografía
Anquela del Pedregal cuenta con una población de 29 habitantes (INE 2024).
| Gráfica de evolución demográfica de Anquela del Pedregal entre 1842 y 2021                                          |
| |
| Población de derecho según los censos de población del INE Población de hecho según los censos de población del INE |

| 1991 |  | 1996 |  | 2001 |  | 2004 |  | 2013 |  | 2015 |  | 2020 |
| ---- |  | ---- |  | ---- |  | ---- |  | ---- |  | ---- |  | ---- |
| 21   |  | 27   |  | 22   |  | 22   |  | 21   |  | 19   |  | 29   |